# П'єрлуїджі Пайретто
П'єрлуїджі Пайретто (італ. Pierluigi Pairetto, нар 15 липня 1952, Турин) — футбольний арбітр з Італії. Арбітр ФІФА у 1989—1997 роках.

## Кар'єра
Дебютував як головний арбітр у Серії А в 1981 році і протягом багатьох років був високо оціненим арбітром як на національному, так і на міжнародному рівні, завдяки чому по два рази отримував право судити матчі за Кубок (1991, 1996) та Суперкубок (1992, 1994) Італії, а також одного разу судив фінал Кубка володарів кубків у 1996 році.
Разом з Фабіо Бальдасом він представляв Італію на чемпіонаті світу 1994 року, на якому відсудив матч другого раунду між збірними Румунії та Аргентини на стадіоні «Роуз Боул», а на чемпіонаті світу 1990 року він виконував обов'язки лайнсмена.
Також двічі, у 1992 та 1996 роках був головним арбітром на чемпіонатах Європи, при цьому на другому саме Пайретто призначили судити фінальний матч між збірними Німеччини та Чехії на стадіоні «Вемблі».
Після завершення суддівської кар'єри обіймав посаду італійського заступника голови УЄФА суддівського комітету до літа 2006 року, коли з'ясувалося, що він має регулярний телефонний зв'язок з головним президентом «Ювентуса» Лучано Моджі по відношенню до суддів, які будуть судити матчі «Ювентуса» в рамках Ліги чемпіонів УЄФА. У результаті його участі в корупційному скандалі 2006 року, він спочатку був усунений від футболу строком на два з половиною роки, однак пізніше було винесено рішення про його відсторонення на три з половиною роки.

## Особисте життя
Його син, Лука Пайретто (нар. 1984), також став футбольним арбітром і з 2013 року став судити ігри Серії А.